# Parvoscincus kitangladensis
Parvoscincus kitangladensis là một loài thằn lằn trong họ Scincidae. Loài này được Brown miêu tả khoa học đầu tiên năm 1995.